# Ian McEwan
Ian McEwan (/'i:ən mə'kju:ən/) (Aldershot, Hampshire, Inglaterra, Reino Unido, 21 de junio de 1948) es un novelista británico y guionista. En 2008, The Times lo puso en la lista de «Los 50 mejores escritores británicos desde 1945» y The Daily Telegraph lo situó 19.º en la lista de «las 100 personas más poderosas en la cultura británica».

## Biografía
McEwan nació en Reino Unido en 1948 pero pasó gran parte de su infancia en el este de Asia, Alemania y el norte de África, donde estuvo destinado su padre, que era militar. Su familia regresó a Inglaterra cuando tenía 12 años. Asistió a la Escuela Woolverstone Hall en Suffolk.
Estudió en la Universidad de Sussex y en la Universidad de East Anglia, donde tuvo como profesor a Malcolm Bradbury. La primera de sus obras que se publicó fue la colección de relatos Primer amor, últimos ritos (1975). En 1997 publicó Amor perdurable, considerada por muchos como una obra maestra acerca de una persona que sufre el síndrome de Clerambault. En 1998, y causando gran controversia, le fue concedido el Booker Prize por su novela Ámsterdam.
En marzo y abril de 2004, unos meses después de que el Gobierno británico le invitara a una cena con la primera dama de los Estados Unidos, Laura Bush, el Departamento de Seguridad Nacional de este país le impidió la entrada en la nación por no tener el visado apropiado para trabajar (McEwan estaba preparando una serie de conferencias remuneradas). Solo varios días después, y tras hacerse público en la prensa británica, se le permitió la entrada, ya que, según le dijo un oficial de aduanas: «Seguimos sin quererle por aquí, pero todo esto está atrayendo mucha publicidad desfavorable».

## Obras

### Novelas
- Jardín de cemento (The Cement Garden, 1978), trad. de Antonio-Prometeo Moya, publicada por Tusquets en 1982.
- El placer del viajero (The Comfort of Strangers, 1981), trad. de Benito Gómez Ibáñez, publicada por Anagrama en 1991.
- Niños en el tiempo (The Child in Time, 1987), trad. de Javier Fernández de Castro, publicada por Anagrama en 1989.
- El inocente (The Innocent, 1990), trad. de Maribel de Juan Guyatt, publicada por Anagrama en 1995.
- Los perros negros (Black Dogs, 1992), trad. de Maribel de Juan Guyatt, publicada por Anagrama en 1993.
- Amor perdurable (Enduring Love, 1997), trad. de Carles Urritz y Carme Geronès, publicada por Destino en 1998, y trad. de Benito Gómez Ibáñez para Anagrama en 2000.
- Ámsterdam (Amsterdam, 1998), trad. de Mercè Costa Clos, publicada por Anagrama en 1999. Premio Booker.
- Expiación (Atonement, 2001), trad. de Jaime Zulaika Goicoechea, publicada por Anagrama en 2002.[2]
- Sábado (Saturday, 2005), trad. de Jaime Zulaika Goicoechea, publicada por Anagrama en 2008.
- Chesil Beach (On Chesil Beach, 2007), trad. de Jaime Zulaika Goicoechea, publicada por Anagrama en 2009.
- Solar (Solar, 2010), trad. de Jaime Zulaika Goicoechea, publicada por Anagrama en marzo de 2011.
- Operación Dulce (Sweet tooth, 2012), trad. de Jaime Zulaika Goicoechea, publicada por Anagrama en octubre de 2013.
- La ley del menor (The Children Act, 2014 Jonathan Cape), trad. de Jaime Zulaika Goicoechea, publicada por Anagrama en 2015
- Cáscara de nuez (Nutshell, 2016), trad. Jaime Zulaika, publicado por Anagrama en 2017.
- Máquinas como yo (Machines Like Me, 2019), trad. de Jesús Zulaika Goicoechea, publicado por Anagrama en 2019.
- La cucaracha (The Cockroach, 2020), trad. de Antonio-Prometeo Moya, publicado por Anagrama en 2020.
- Lecciones (Lessons 2022), trad. de Eduardo Iriarte, publicado por Anagrama en 2023.

### Colecciones de relatos
- Primer amor, últimos ritos (First Love, Last Rites, 1975), trad. de Antonio Escohotado, publicada por Anagrama en 1989. Premio Somerset Maugham.
- Entre las sábanas (In Between the Sheets, 1978), trad. de Federico Corriente Basús, publicada por Anagrama en 2000.

### Ficción infantil
- Rose Blanche (Rose Blanche, 1985). No traducida al español.
- En las nubes (The Daydreamer, 1994), trad. de Gabriel López-Guix, publicada por Anagrama en 2007.

## Adaptaciones cinematográficas
- Last Day of Summer (Last Day of Summer, dirigida por Vlad Yudin, 1984)
- El jardín de cemento (The Cement Garden, dirigida por Andrew Birkin, 1993)
- The Comfort of Strangers, dirigida por Paul Schrader, 1990)
- El inocente (The Innocent), dirigida por John Schlesinger, 1993)
- Solid Geometry (Solid Geometry, dirigida por Denis Lawson, 2002)
- Enduring Love, dirigida por Roger Michell, 2004)
- Expiación (Atonement), dirigida por Joe Wright, 2007)
- On Chesil Beach, dirigida por Dominic Cooke, 2017)
- The Children Act, dirigida por Richard Eyre, 2017 )